# Нахичеванская архитектурная школа

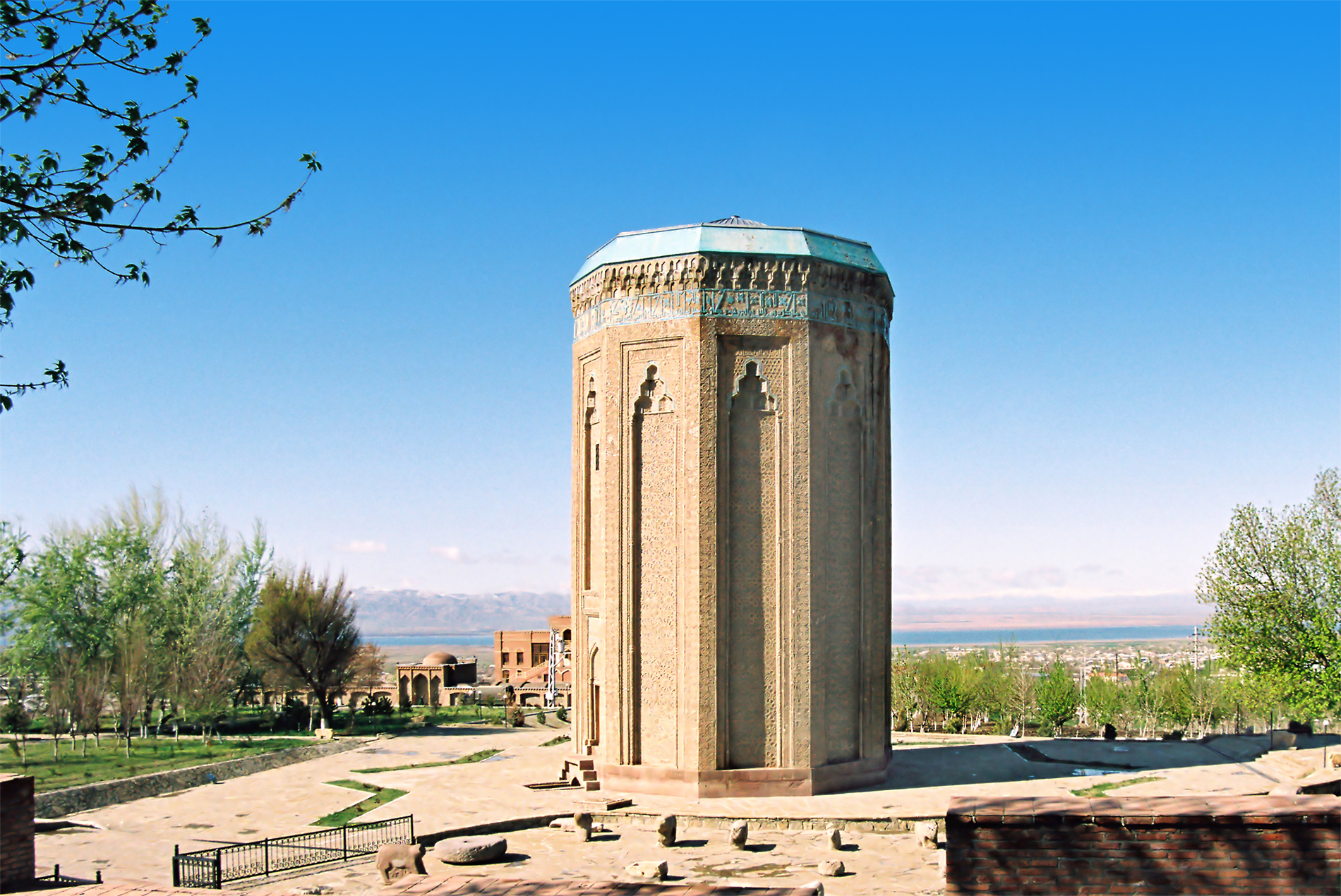
Мавзолей Момине хатун, пример нахичеванской архитектурной школы

Нахичеванская архитектурная школа (азерб. Naxçıvan memarlıq məktəbi) — одна из архитектурных школ, развитых на территории современного Азербайджана в средние века. Основана нахичеванская школа архитектуры в XII веке зодчим Аджеми Нахчивани. Усыпальницы Юсуфа ибн Кусейира (первая в 1162 года) и Момине-хатун (вторая в 1186 года), воздвигнутые им в Нахичевани представляют собой классический тип построек этой школы.

## История и особенности
В связи с ослаблением Арабского халифата в X-XII веках на территории современного Азербайджана образуются мелкие феодальные государства. В это же время в таких городах как Барда, Шемахы, Байлакан, Гянджа, Нахичевань и др. возникают различные архитектурные школы, между которыми наблюдалась общая схожесть архитектурного стиля: Арранская, Нахичеванская, Ширвано-апшеронская, а также Тебризская, которая была развита позднее на территории иранского Азербайджана.
Первые датированные памятники нахичеванской школы относятся к XII веку. Среди них — башнеобразные мавзолеи-усыпальницы, а также мемориальные сооружения, воздвигнутые для прославления богатства и могущества феодальных правителей. Происхождение архитектурного типа кавказских башенных мавзолеев относят к глубокой древности, но оно пока недостаточно изучено.
Башенные мавзолеи в Азербайджане, в отличие от башенных мавзолеев северных областей Ирана и некоторых районов Средней Азии имеют подземную усыпальницу в виде многогранного или крестообразного в плане склепа. У таких склепов, как правило есть низкий, плоский свод. Надземная же часть состоит из облицованного камнем цоколя, основного объёма башни  и  конусообразного или пирамидального перекрытия. Внутренняя часть башен имеет высокое, часто многоугольное перекрытое куполом помещение.
Архитектурная школа Нахчывана основывалась на методах научного счета. Архитектура Нахчивана известна не только своими каменными архитектурными памятниками, но и памятниками, построенными из красного и фиолетового кирпича.
Во второй половине XVII века в Нахчиване, Ордубаде и Джульфе проводилась реставрация. По словам турецкого историка Овлия Чалаби, в XVII веке в Нахчыване было 20 000 домов, 70 религиозных сооружений, 20 караван-сараев, 7 бань и базаров. В Ордубаде были построены архитектурный комплекс Имамзада, баня Исмаила Хана, дом хана, караван-сараи и бани. Архитектурные памятники XVIII века достигли XXI века.
Международные симпозиумы, такие как «Нахчыван в международных ресурсах» в 1996 году, «Пророк Ной, Мировой шторм и Нахчыван» в 2009 году, «Нахчыван: как важнейшее поселение и городская работа» в 2011 году, «Нахчыван: важный город и Дуздаг» в 2012 году были посвящены защите архитектурной школы Нахчывана. В течение 2006-2012 годов здесь было зарегистрировано 1200 памятников архитектуры.

## Особенности архитектуры
Верхняя часть двухэтажных зданий состояла из цилиндрического, кубического или призматического корпуса. Верхняя часть также была покрыта двойным куполом. До наших дней дошли призматические надгробия, которые являются работой Аджеми Нахчивани. Ахмед ибн Эйюб аль-Хафиз Нахчивани создал круглые цилиндрические надгробия.
Здания, принадлежащие архитектурной школе Нахчиван-Марага (мавзолей Юсуфа Кусейира, мавзолей Момине Хатун, гробница Барда и др.) характеризуются обилием деталей, элегантностью деталей, оптимистичным обликом архитектурных подразделений и орнаментом.

### Орнаменты
Нахчиван-Марагхская архитектурная школа базировалась на точных математических методах расчета. Памятники были построены на основе точного расчета и точного измерения, планирования размещения украшений и надписей. Представители этой архитектурной школы, обладающие глубокими математическими знаниями, с точностью ювелира решали проблемы памятников со сложной структуры аркады, купола, орнамента и декора.
Для архитектурной школы Нахчиван-Марага характерно использование различных  кирпичей и архитектурных орнаментов из красочных кистей и призрачных элементов.

## Архитектурные памятники

### Кехня Гала
Эта крепость является археологическим памятником. Расположена в юго-восточной части Нахичевани. В народе этот памятник  называют Кехня-гала или же Торпаггала. Точная дата основания крепости пока не установлена. Предполагается, что крепость была построена при Ездигерде III (632-51) - правителе государства Сасанидов. Во время нашествия монголов крепость была разрушена. Однако затем крепость была восстановлена, так как она действовала вплоть до 18 века.
Крепость состояла из двух частей – Нарынгала и Большая крепость.

### Крепость в Газанчи
Была построена в 3-1 тычячелетии до нашей эры. Крепость расположена по обоим берегам реки Алинджа в районе Джульфа.
Левая и правая части крепости разделены друг от друга глубоким оврагом.

### Мавзолей Ноя
Средневековая усыпальница. Инспектор Нахичеванского городского училища К. А. Никитин отмечал, что благодаря преданиям и религиозному чувству армян, гробницы Ноя, и других членов его семьи, сохранились от разрушения, поддерживаются и восстанавливаются так чтобы не утратить своего первоначального вида. В статье «Город Нахичевань и Нахичеванский уезд» Никитин так описывает находящуюся здесь могилу и мавзолей пророка Ноя:
«Могила Ноя находится в южной части города Нахичевани, вблизи развалин древней крепости. Настоящий вид могилы был восстановлен в 8 столетии. В настоящем виде могила напоминает невысокую и не очень большую гробницу. Вначале здесь был храм, но впоследствии он был разрушен. Настоящая гробница состоит из остатков нижнего этажа бывшего храма. Требующий спуска вниз по ступенькам с округлым интерьером храм, в типе склепа, укрепленный каменным столпом посередине. По преданию, под этим столпом находятся мощи Ноя. В склепе нет образов и изображений украшений. Стены склепа побелены и заполнены именами на разных языках побывавших тут паломников и путешественников».

### Мавзолей Момины Хатун
Был построен в 1186 зодчим Аджеми ибн Абубекр Нахчивани по указу Шамс ад-Дина Ильдегиза. Мавзолей состоит из подземного склепа и надземной части. На памятнике высечены слова: «Мы уходим, но мир остается, мы умираем, но после нас остаются памятники».